# Belit-Sheri
Belet-Seri var i babylonisk och akkadisk mytologi en underjordisk dödsgudinna. 
Hon var gudarnas hävdatecknare. Hon kallades "Jordens Skrivare" och antecknade människans handlingar så att hon sedan kunde råda dödsgudinnan Ereshkigal hur varje människa skulle dömas vid ankomsten till dödsriket. 
Hon var gift med nomadernas gud Amurru, och kallades "Öknens drottning".